# The Taxi Gang
The Taxi Gang was een Jamaicaanse reggaeband en de huisband van van het Jamaicaanse reggaelabel Taxi, opgericht door Sly and Robbie.

## Bezetting
- Guilleaume 'Stepper' Briard[2] (saxofoon)
- Herbie Harris[3]
- Lloyd 'Gitsy' Willis[4] (gitaar)
- Lowell Dunbar[5] (drums)
- Robbie Lyn[6] (keyboards)
- Robbie Shakespeare[7] (basgitaar)

## Geschiedenis
Het Taxi-label werd in 1978 opgericht door de muzikanten/producenten Sly & Robbie in Kingston (Jamaica). De naam verwijst naar het vorige levensonderhoud van Sly. Het label bracht een groot aantal singles uit van verschillende artiesten, waarbij Sly en Robbie voornamelijk als producenten optreden, die daar als een ritmegroep verschijnen samen met wisselende muzikanten. Deze omvatten Robbie Lyn (keyboards), Willie Lindo (gitaar), Darryl Thompson (gitaar), Guillaume Briard (saxofoon) en nog veel meer. The Taxi Gang is ook de begeleidingsband van Sly & Robbie voor live optredens.